# One time (SFB)
One time is een lied van de Nederlandse rapformatie SFB en de Nederlandse rapper Ronnie Flex. Het werd in 2018 als single uitgebracht en stond in hetzelfde jaar als twaalfde track op het album Reset the levels III van SFB.

## Achtergrond
One time is geschreven door Ronell Plasschaert, Julien Willemsen, Francis Junior Edusei, Kaene Marica, Alejandro Boberto Hak en Jackie Nana Osei en geproduceerd door Jack $hirak. Het is een nummer uit het genre nederhop. In het lied rappen de artiesten over een vrouw. De single heeft in Nederland de platina status.
Het is niet de eerste keer dat SFB en Ronnie Flex met elkaar samenwerken. Dit deden ze eerder al op onder andere Investeren in de liefde, Nu sta je hier en Lovely body. Na One time herhaalden ze de samenwerking nog succesvol op Fallin' en Anyway.

## Hitnoteringen
De artiesten hadden succes met het lied in de hitlijsten van Nederland. Het piekte op de zevende plaats van de Single Top 100 en stond veertien weken in deze hitlijst. De Top 40 werd niet bereikt; het lied bleef steken op de tweede plaats van de Tipparade.